# Plaine-Haute
Plaine-Haute är en kommun i departementet Côtes-d'Armor i regionen Bretagne i nordvästra Frankrike. Kommunen ligger i kantonen Quintin som tillhör arrondissementet Saint-Brieuc. År 2022 hade Plaine-Haute 1 705 invånare.

## Befolkningsutveckling
Antalet invånare i kommunen Plaine-Haute
Referens:INSEE